# Lukovištia
Lukovištia (hongrois : Kőhegy) est un village de Slovaquie situé dans la région de Banská Bystrica.

## Histoire
La première mention écrite du village date de 1407.

## Démographie

### Évolution de la population
| Année:               | 1994. | 2004.    | 2014.   | 2024.   |
| -------------------- | ----- | -------- | ------- | ------- |
| Nombre de personnes: | 224   | 194      | 202     | 197     |
| Différence:          |       | -13,39 % | +4,12 % | -2,47 % |

| Année:               | 2023. | 2024.   |
| -------------------- | ----- | ------- |
| Nombre de personnes: | 193   | 197     |
| Différence:          |       | +2,07 % |